# Leah Thomas
Leah Thomas (Santa Clara, 30 de mayo de 1989) es una ciclista profesional estadounidense de ruta.

## Palmarés
2016
- 1 etapa del Redlands Bicycle Classic

2017
- 1 etapa del Tour de Gila

2018
- Tour de Feminin-O cenu Českého Švýcarska
- Chrono Champenois-Trophée Européen

2019
- Campeonato Panamericano Contrarreloj
- Tour de Escocia femenino, más 1 etapa
- Chrono des Nations

2020
- 1 etapa de la Setmana Ciclista Valenciana

2021
- 3.ª en el Campeonato de Estados Unidos Contrarreloj
- Tour Cycliste Féminin International de l'Ardèche, más 1 etapa

2022
- Campeonato de Estados Unidos Contrarreloj

## Equipos
- Unitedhealthcare Pro Cycling (2018)
- Bigla - Paule Ka (2019-2020)
  - Bigla (2019)
  - Bigla-Katusha (2020-6.2020)
  - Paule Ka (7.2020-12.2020)
- Movistar Team[1] (2021)
- Trek-Segafredo (2022)